# أدولفو مونيوث
أدولفو مونيوث هو لاعب كرة قدم إكوادوري، ولد في 12 ديسمبر 1997 في Buena Fe ‏ في الإكوادور. لعب مع نادي ديبورتيفو إل ناسيونال.

## وصلات خارجية
- أدولفو مونيوث على موقع إي إس بي إن إف سي (الإنجليزية)
- أدولفو مونيوث على موقع قاعدة بيانات كرة القدم.إي يو (الإنجليزية)
- أدولفو مونيوث على موقع ناشيونال فوتبول تيمز (الإنجليزية)
- أدولفو مونيوث على موقع Soccerway.com (الإنجليزية)